# Tabu Records
Pour les articles homonymes, voir Tabu (homonymie).
Ne doit pas être confondu avec Tabu Recordings.
Tabu Records est un label discographique américain, actif entre 1975 et 1999. Tabu Records est fondé par Clarence Avant à Los Angeles, en Californie, et est principalement axé sur le RnB contemporain, la musique soul et le funk.

## Histoire
Le producteur de musique Clarence Avant fonde le label après la faillite de Sussex Records en juin 1975. Le premier album sorti sur le label Tabu Records, Stormin' du groupe de funk Brainstorm (en), sort en 1977. Tabu Records conclut un contrat de distribution de courte durée avec RCA, qui dure un an avant d'être transféré à CBS Records.
Le label se concentre sur le RnB et le funk, mais s'étend à d'autres genres tels que le jazz et le disco. Parmi ses artistes, on trouve le compositeur et pianiste argentin Lalo Schifrin, qui a composé et écrit des génériques pour de nombreuses séries télévisées, dont Mission:Impossible, et sort deux projets sur Tabu (No One Home, 1979) et The S.O.S. Band (Take Your Time (Do It Right), 1980), la chanteuse de jazz Sharon Ridley (Full Moon), le pianiste Manfredo Fest, les guitaristes Jimmy Jam et Terry Lewis.
Jimmy Jam et Terry Lewis sont engagés pour produire le quatrième album studio du S.O.S. Band pour Tabu, On the Rise (1983), qui est certifié disque d'or le 16 janvier 1984. Alors que le S.O.S. Band enregistrait à Atlanta, en Géorgie, le 24 mars 1983, une tempête de neige exceptionnelle s'abat sur la ville, clouant au sol tous les vols au départ de la ville. Le duo devait se produire dans le cadre de Time in San Antonio à l'HemisFair Arena ce soir-là, mais n'a pas pu venir. Prince, qui possède et gère The Time, les licencie le 18 avril 1983. Le duo reste à Los Angeles et devient auteur-producteur pour des groupes et artistes comme New Edition, Boyz II Men et surtout Janet Jackson.
Le travail avec Jam et Lewis donne à Tabu un coup de fouet dont il avait bien besoin. Cherrelle (en) et Alexander O'Neal (le chanteur original de The Time) rejoignent le label et réussissent tous deux. O'Neal sort son album studio éponyme en 1985 et Fragile de Cherrelle se classe dans les charts RnB américains en 1984. Le S.O.S. Band connait d'autres succès avec Just the Way You Like It en 1984 et Sands of Time en 1986, dont l'album est certifié disque d'or le 6 avril 1987. Le son était si influent que Robert Palmer reprend I Didn't Mean to Turn You On de Cherrelle sorti en 1986, et Beats International reprend Just Be Good to Me du S.O.S. Band en 1990. En 1985, Cherrelle et Alexander O'Neal collaborent sur Saturday Love, qui devient un succès au Royaume-Uni, mais qui est repris plus tard par les radios américaines. D'autres groupes comme Kid Fire et Demetrius Perry ont enregistré sur ce label.
En 2012, le label britannique Demon Music Group (en) acquiert les droits de licence du catalogue de Tabu Records. La maison de disques annonce la nouvelle sur Facebook le 14 février 2013 et publie une bande-annonce du retour du label sur YouTube. Les accords de licence s'accompagnent de rééditions de l'ensemble du catalogue sur disque compact ainsi qu'en téléchargement et en disque vinyle. Le catalogue Tabu d'Alexander O'Neal et de Cherrelle a été mis à disposition sur iTunes à l'automne 2012,.